# Generaal der Parachutisten
Generaal der Parachutisten (Duits: General der Fallschirmtruppe) was een rang in de Luftwaffe.  Een generaal der Parachutisten was het equivalent van een drie-sterrengeneraal in het Britse leger en het Amerikaanse leger. Hij was hoger in rang dan een luitenant-generaal en lager dan een kolonel-generaal.
Naast deze functie bestonden in de Luftwaffe gelijkwaardige rangen, namelijk generaal der Vliegeniers en generaal der Luchtverbindingstroepen. Daarnaast kende ook de Wehrmacht dergelijke gelijkwaardige rangen die gespecialiseerd waren in een soort van oorlogsvoering: generaal der Infanterie, generaal der Cavalerie, generaal der Artillerie, generaal der Pantsertroepen, generaal der Bergtroepen, generaal der Genie-troepen en generaal der Verbindingstroepen.

## Generaals der Parachutisten van de Luftwaffe
| Naam                    | Geboortejaar | Overlijdensjaar | Benoeming  | Opmerking |
| ----------------------- | ------------ | --------------- | ---------- | --- |
| Bruno Bräuer            | 1893         | 1947            | 01-06-1944 | |
| Paul Conrath            | 1896         | 1979            | 01-01-1945 | |
| Richard Heidrich        | 1896         | 1947            | 31-10-1944 | |
| Eugen Meindl            | 1892         | 1951            | 01-04-1944 | |
| Hermann-Bernhard Ramcke | 1889         | 1968            | 01-09-1944 | |
| Alfred Schlemm          | 1894         | 1986            | 01-01-1944 | |
| Kurt Student            | 1890         | 1978            | 01-05-1943 | als gevolg van naamswijziging van zijn functie General der Flieger, per 13-07-1944 bevorderd tot Generaloberst |